# Peking–Sanghaj nagysebességű vasútvonal
Ez a szócikk a nagysebességű vasútvonalról szól. Az alacsonyabb sebességű vasútvonalhoz lásd a Peking–Sanghaj-vasútvonal szócikket!
A Peking–Sanghaj nagysebességű vasútvonal (egyszerűsített kínai: 京沪高速铁路, hagyományos kínai: 京滬高速鐵路, pinjin: Jīng hù gāosù tiělù, magyaros átírás: Csing hu kaoszu tielu) egy normál nyomtávolságú, kétvágányú, 25 kV 50 Hz-cel villamosított nagysebességű vasútvonal Kínában Peking és Sanghaj között.
A vasútvonal a Kínai Népköztársaság két nagy gazdasági övezetét köti össze: a Bohai gazdasági peremet és a Jangce folyó deltáját. Az építkezés 2008. április 18-án kezdődött, a vonalat 2011. június 30-án nyitották meg a kereskedelmi forgalom előtt, a tervezettnél egy évvel korábban. Az 1318 kilométer hosszú nagysebességű vasútvonal a világ leghosszabb nagysebességű vasútvonala, amelyet valaha egy ütemben építettek.
A vonal a világ egyik legforgalmasabb nagysebességű vasútvonala, 2019-ben több mint 210 millió utast szállított, ami több, mint a teljes TGV vagy Intercity Express hálózat éves utasforgalma. Ez egyben Kína legnyereségesebb nagysebességű vasútvonala is, 2019-ben 11,9 milliárd jüan (1,86 milliárd amerikai dollár) nettó nyereségről számolt be.
A Peking Déli pályaudvaráról Sanghaj Hungcsiao pályaudvarra tartó non-stop vonat menetideje 3 óra 58 perc volt, ezzel a világ leggyorsabb menetrend szerinti vonata lett, szemben a párhuzamosan közlekedő hagyományos vasútvonalon közlekedő leggyorsabb vonatok 9 óra 49 percével. Eleinte a vonatok maximális sebessége 300 km/h-ra volt korlátozva, a leggyorsabb vonat 4 óra 48 perc alatt jutott el Peking déli pályaudvaráról Sanghaj Hongqiao-ba, egy megállóval Nanjing déli pályaudvarán. 2017. szeptember 21-én a 350 km/h-s üzemet állították vissza a China Standardized EMU bevezetésével. A járatokat a kínai szabványosított EMU-val közlekedtetik. Ez a Peking és Sanghaj közötti utazási időt körülbelül 4 óra 18 percre csökkentette a leggyorsabb menetrend szerinti vonatokon, amelyek 1 302 km-es út során 291,9 km/h átlagsebességet érnek el, így ezek a járatok a leggyorsabbak a világon.
A Peking-Sanghaj nagysebességű vasút 2020-ban került a sanghaji tőzsdére.

## Specifikáció
Zhang Shuguang, Kína nagysebességű vasúthálózatának akkori főtervező-helyettese szerint a tervezett folyamatos üzemi sebesség 350 km/h, a maximális sebesség pedig akár 380 km/h is lehet. A Peking és Sanghaj közötti kereskedelmi átlagsebességet 330 km/h-ra tervezték, ami a vonat menetidejét 10 óráról 4 órára csökkentette volna. A vonalon használt gördülőállomány főként CRH380-as vonatokból áll. A vonalon a CTCS-3 alapú vonatbefolyásoló rendszert használják, amely lehetővé teszi a 380 km/h maximális sebességű haladást és a minimális vonatköz 3 percre csökkentését. A 20 MW (27 000 LE) teljesítményfogyasztás és a körülbelül 1050 utas befogadóképesség mellett az egy utasra jutó energiafogyasztás Peking és Sanghaj között kevesebb mint 80 kWh kell, hogy legyen. A vonal része a Peking–Tajpej nagysebességű vasúti folyosónak.

## Története
Kína eredetileg a két város között mágnesvasutat tervezett építeni, ám a hatalmas költségek miatt ezt végül elvetették, és a hagyományos nagysebességű vonal mellett döntöttek. Az építkezés 2008. április 18-án kezdődött meg az 1318 km hosszú, nagysebességű vasútvonalon. A megvalósíthatósági tervet 2007 szeptemberben hagyták jóvá. A minisztérium a vonal építésének teljes költségét 17,3 milliárd dollárra becsülte. A kínai gazdasági újság, a China Economic Daily szerint a teljes költség elérheti a 23 milliárd dollárt is. A munka 2011-ben fejeződött be.

## Útvonal

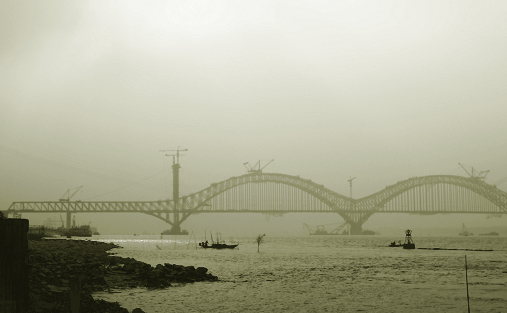
Az új Jangce-híd építése Nanking (Nanjing)nál

A vasútvonal 1060,6 km hosszan halad hidakon, összesen 244 db-on, melyek a vonal 80,5%-át alkotják. Tanjang (Danyang) és Kunsan (Kunshan) között található a világ két leghosszabb vasúti hídja, a Tanjang-Kunsan vasúti híd (Danyang-Kunshan vasúti híd) és a Tiencsini vasúti híd (Tianjin-i vasútvonal). Az első 164 km, a második pedig 113,7 km hosszú. Továbbá 22 alagút is épült összesen 16,1 km hosszan. A vonatok legkisebb követési ideje 3 perc.

## Finanszírozás
A Kína Vasúti Minisztérium (MOR) külföldi vállalatokat kért fel a vonal finanszírozásában való közreműködésre az ünnepélyes alapkő-letételi ceremónia megtartásakor, mely a Tiencsin-Hszücsou-Sanghaj (Tianjin–Xuzhou–Shanghai) vonalszakasz építési munkáinak kezdetét jelentette.
A Peking-Sanghaj Nagysebességű Vasúti Társaságot 2007 decemberében hozták létre, 115 milliárd jüan (yuan) alaptőkével, amely a vonal megépítésének csak mintegy a felét teszi ki. A MOR az egyik kínai hírügynökségnek úgy nyilatkozott, hogy kötvények kibocsátásával kívánják az állami tőkeszükségletet csökkenteni.

## Járművek
2008-ban Kína a Bombardier Transportationtől 40 darab, 16 kocsiból álló szerelvényt rendelt meg. Ezekből csak 20 lesz hagyományos vonat, a másik 20 szerelvény ugyanis hálókocsikból fog állni, mert a csúcsra járatás érdekében a vonalon éjszakai közlekedés is lesz alacsonyabb sebességgel. A Bombardier Zefirokra alapuló szerelvények 250 km/h-val haladnak. A 16 kocsiból 13 fekvőhelyes hálókocsi,  kettő ülőhelyes kocsi és egy az étkezőkocsi. Ezek a szerelvények elsősorban Peking, Sanghaj és Hangcsou (Hangzhou) között közlekednek.

## Rekordkísérlet
2010 december 3-án sebesség-rekordkísérletre került sor a vasútvonalon egy CRH380A nagysebességű villamos motorvonattal. A teszt során a szerelvény 486,1 km/h sebességre gyorsult fel, mellyel új sebesség-világcsúcsot állított fel a módosítás nélküli vonatok kategóriájában.

## Forgalom és utasszám
Naponta több mint 90 vonat közlekedik Peking déli és Sanghaj Hongqiao között 07:00 és 18:00 óra között.
A vonal átlagos utasforgalma a működés első két hetében napi 165 000 utas volt, míg a lassabb és olcsóbb régi vasúton továbbra is napi 80 000 utas utazott. A 165 000 napi utas a napi 220 000 utasra vonatkozó előrejelzés háromnegyede volt. A megnyitást követően az utasok száma tovább nőtt, 2013-ra már napi 230 000 utas használta a vonalat. 2013 márciusára a vonal 100 millió utast szállított. 2015-re az utasszám napi 489 000 utasra nőtt.. 2017-re az átlagos utasszám meghaladta a napi 500 000 utast.
Ez a vonal az évek során fokozatosan egyre népszerűbbé vált, és hétvégén és ünnepnapokon a forgalom eléri a kapacitásának felső határát. A kínai szabványosított EMU bevezetésével 2017. szeptember 21-én a vonal legnagyobb üzemi sebessége 350 km/h-ra emelkedett. A leggyorsabb vonat 4 óra 18 perc alatt teszi meg az utat (G7), miközben az út során megáll Jinanban és Nanjingban.

## Állomások
A vonalon 21 állomás található:
| Állomás                | Kínai írásjelekkel | Átírás                                | Távolság (km)   | Peronok száma | Vágányok száma | Hely          | Hely      |
| ---------------------- | ------------------ | ------------------------------------- | --------------- | ------------- | -------------- | ------------- | --------- |
| Peking Déli pályaudvar | 北京南             | Pejcsing nan (Běijīng nán)            | 0               | 13            | 24             | Peking        | Peking    |
| Langfang               | 廊坊               | Langfang (Lángfāng)                   | 59              | 2             | 2              | Langfang      | Hopej     |
| Tianjin West           | 天津西             | Tiencsin hszi (Tiānjīn xī)            | Nem a fővonalon | 13            | 24             | Tiencsin      | Tiencsin  |
| Tianjin South          | 天津南             | Tiencsin nan (Tiānjīn nán)            | 131             | 2             | 4              | Tiencsin      | Tiencsin  |
| Cangzhou West          | 沧州西             | Cangcsou hszi (Cāngzhōu xī)           | 219             | 2             | 4              | Cangzhou      | Hopej     |
| Dezhou East            | 德州东             | Töcsou tung (Dézhōu dōng)             | 327             | 3             | 5              | Dezhou        | Santung   |
| Jinan West             | 济南西             | Csinan hszi (Jǐnán xī)                | 419             | 8             | 15             | Jinan         | Santung   |
| Taishan West           | 泰山西             | Tajsan hszi (Tàishān xī)              | 462             | 2             | 4              | Taishan       | Santung   |
| Qufu East              | 曲阜东             | Csüfu tung (Qūfù dōng)                | 533             | 2             | 4              | Qufu          | Santung   |
| Zaozhuang West         | 枣庄西             | Caocsuang hszi (Zǎozhuāng xī)         | 625             | 2             | 4              | Zaozhuang     | Santung   |
| Xuzhou East            | 徐州东             | Hszücsou tung (Xúzhōu dōng)           | 688             | 7             | 13             | Xuzhou        | Csiangszu |
| Suzhou East            | 宿州东             | Szucsou tung (Sùzhōu dōng)            | 767             | 2             | 4              | Suzhou, Anhui | Anhuj     |
| Bengbu South           | 蚌埠南             | Pangpu nan (Bàngbù nán)               | 844             | 5             | 9              | Bengbu        | Anhuj     |
| Chuzhou South          | 滁州南             | Csucsou nan (Chúzhōu nán)             | 959             | 2             | 4              | Chuzhou       | Anhuj     |
| Nanjing South          | 南京南             | Nancsing nan (Nánjīng nán)            | 1018            | 15            | 22             | Nanking       | Csiangszu |
| Zhenjiang West         | 镇江西             | Csencsiang hszi (Zhènjiāng xī)        | 1087            | 2             | 4              | Csencsiang    | Csiangszu |
| Changzhou North        | 常州北             | Csangcsou pej (Chángzhōu běi)         | 1144            | 2             | 4              | Csangcsou     | Csiangszu |
| Wuxi East              | 无锡东             | Vuhszi tung (Wúxī dōng)               | 1201            | 2             | 4              | Wuxi          | Csiangszu |
| Suzhou North           | 苏州北             | Szucsou pej (Sūzhōu běi)              | 1227            | 2             | 4              | Suzhou        | Csiangszu |
| Kunshan South          | 昆山南             | Kunsan nan (Kūnshān nán)              | 1259            | 2             | 4              | Kunshan       | Csiangszu |
| Shanghai Hongqiao      | 上海虹桥           | Sanghaj hungcsiao (Shànghǎi hóngqiáo) | 1302            | 16            | 30             | Sanghaj       | Sanghaj   |